# Siedlung Oberdorstfeld

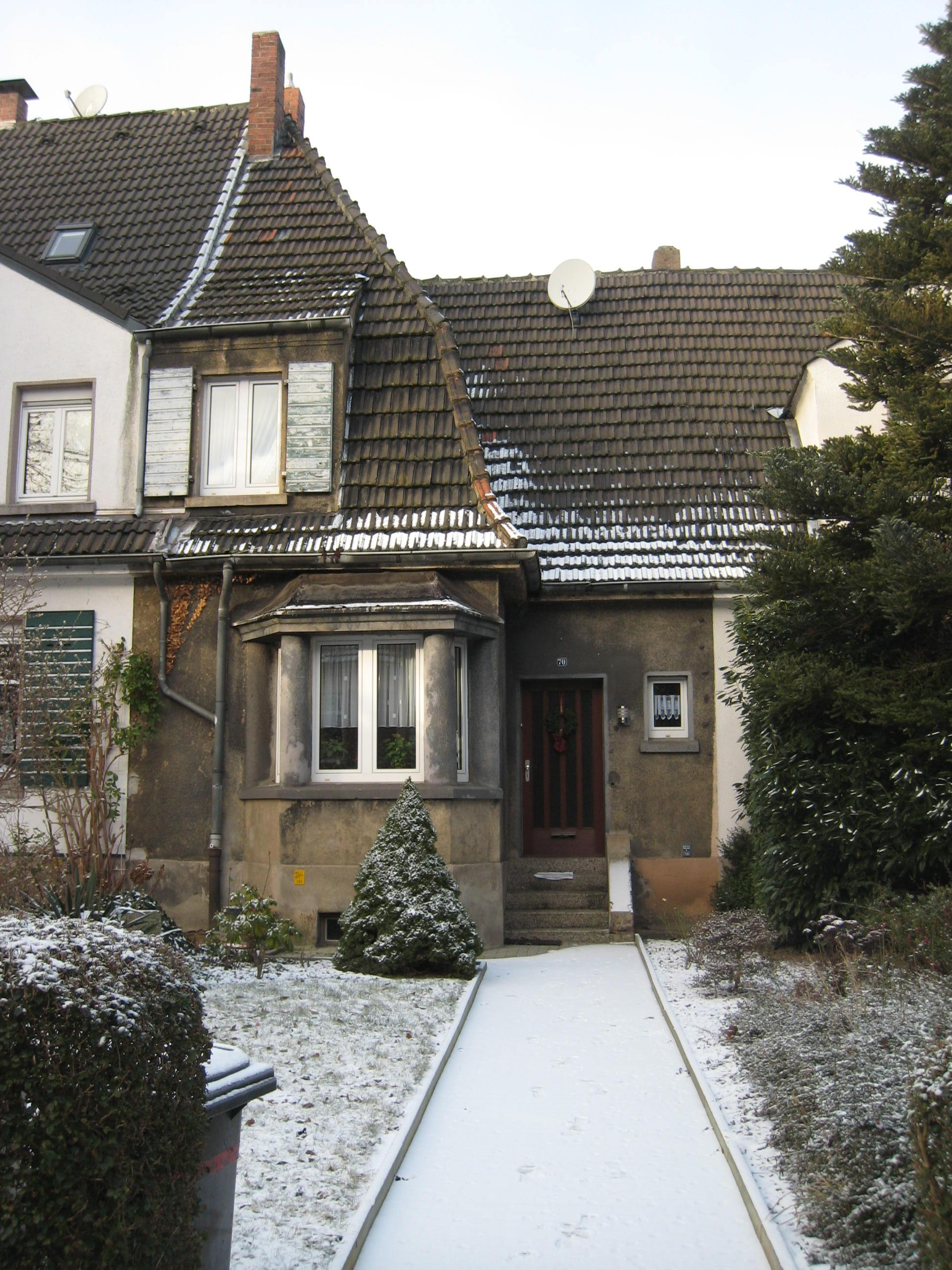
Typisches Zechenhaus

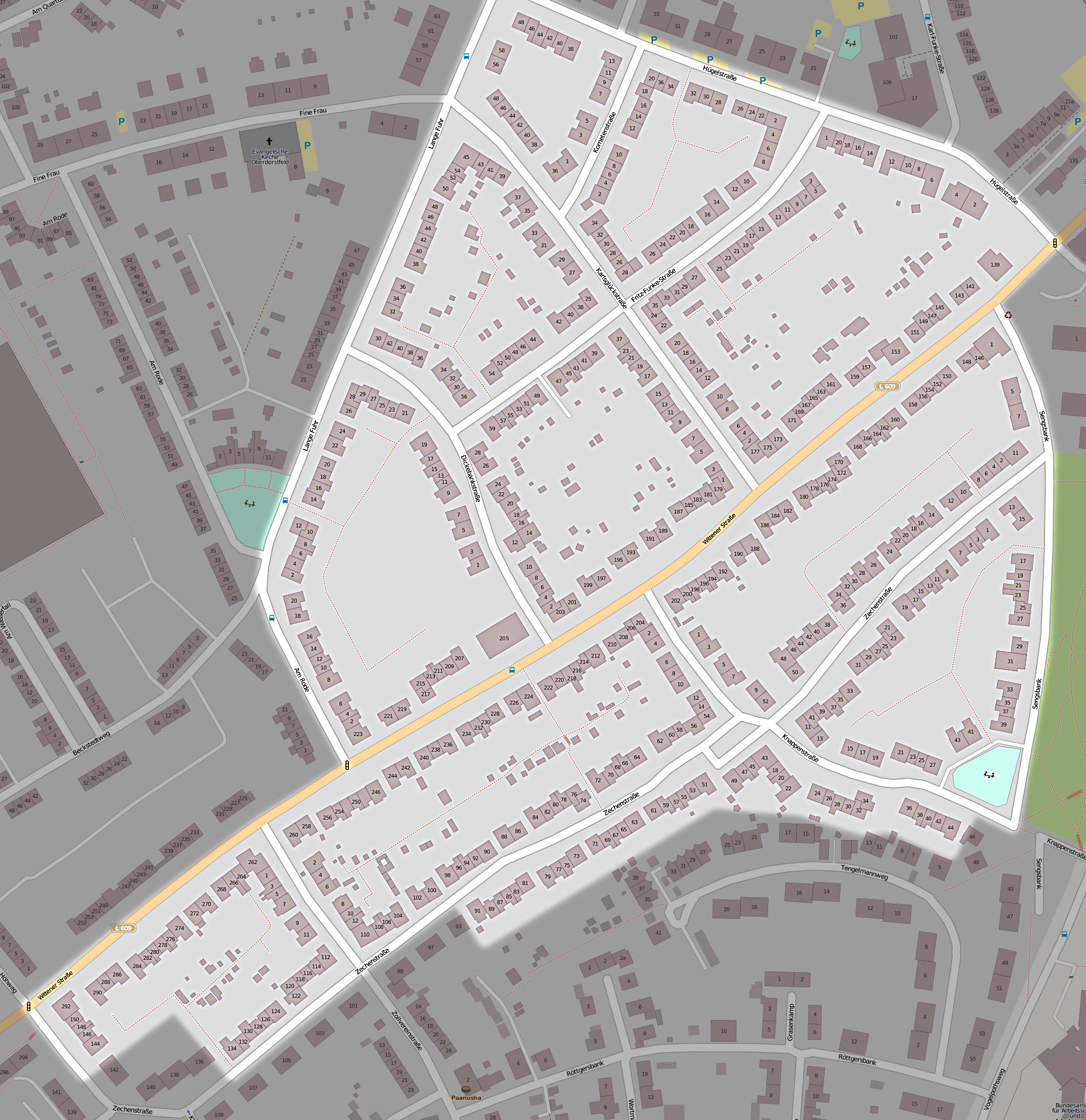
Denkmalbereich Oberdorstfeld

Die Siedlung Oberdorstfeld ist eine ehemalige Bergbaukolonie der Zeche Dorstfeld im Dortmunder Stadtteil Dorstfeld.
Die Siedlung wurde zwischen 1913 und 1919 als Wohnsiedlung für die Bergarbeiter der Zeche Dorstfeld errichtet. Die vom Essener Architekten Oskar Schwer errichtete Siedlung trägt die Züge einer Gartenstadt. Charakteristisch ist die gewachsen wirkende Anordnung der Straßenräume, Plätze, Gärten und Häuser.
1920–26 wurde die Siedlung nach Norden und Osten erweitert, dieser Bereich steht jedoch nicht unter Denkmalschutz. Bauträger war hier die Treuhandstelle für Bergmannswohnstätten im rheinisch-westfälischen Steinkohlebezirk GmbH, die durch den Berliner Architekten Otto Rudolf Salvisberg weitere eineinhalbgeschossige Reihenhäuser errichten ließ.
Die Siedlung Oberdorstfeld wurde 1993 als Flächendenkmal in die Denkmalliste der Stadt Dortmund aufgenommen und ist heute Teil der Route der Industriekultur. Weitere 71 Gebäude im Siedlungsgebiet sind zusätzlich Baudenkmäler. Die insgesamt 35 Hausvarianten wurden 1989 vom Planungsbüro Prof. Krause & Partner in vier Haustypen kategorisiert wurden.